# 傑派探長
詹姆斯·傑派探長（英語：Detective Chief Inspector James Japp）是阿嘉莎·克莉絲蒂推理小說中的虛構警探，在七部以赫丘勒·白羅為主角的小說中登場。他與白羅是老相識，兩人曾幾度合作
克莉絲蒂在其自傳中形容傑派探長是「雷斯垂德型」的人物:373。

## 登場作品
傑派探長共在以下七部小說中登場：
- 《史岱爾莊謀殺案》（1920年）
- 《四大天王（英语：The Big Four (novel)）》（1927年）
- 《危機四伏（英语：Peril at End House）》（1932年）
- 《十三人的晚宴》（1933年）
- 《謀殺在雲端（英语：Death in the Clouds）》（1935年）
- 《ABC謀殺案》（1936年）
- 《一，二，縫好鞋扣（英语：One, Two, Buckle My Shoe (novel)）》（1940年）

傑派探長的出場數量足以和在八部白羅小說登場的亞瑟·海斯汀上尉相提並論。在大多數小說中，傑派探長是較為次要的角色，但在《十三人的晚宴》中他是與白羅聯手辦案的重要角色。
克莉絲蒂晚期作品中出場的史彭斯刑事主任與傑派探長較為近似。

## 演員
在電視劇《大偵探白羅》中，由菲利普·傑克森飾演。
在2018年於英國廣播公司第一台首播的電視劇《ABC謀殺案》中，由凱文·麥納利飾演。